# Pallavolo ai V Giochi asiatici - Torneo femminile
Il II campionato di pallavolo femminile ai Giochi asiatici si è svolto nel 1966 a Bangkok, in Thailandia, durante i V Giochi asiatici. Al torneo hanno partecipato 6 squadre nazionali asiatiche e la vittoria finale è andata par la seconda volta consecutiva al Giappone.

## Squadre partecipanti
- Birmania
- Corea del Sud
- Filippine
- Giappone
- Iran
- Thailandia

## Classifica finale
| Classifica | Squadre       |
| ---------- | ------------- |
|            | Giappone      |
|            | Corea del Sud |
|            | Iran          |
| 4          | Filippine     |
| 5          | Thailandia    |
| 6          | Birmania      |